# Марђине (Бихор)
Марђине (рум. Margine) насеље је у Румунији у округу Бихор у општини Абрам. Oпштина се налази на надморској висини од 159 m.

## Становништво
Према подацима из 2002. године у насељу је живело 574 становника, од којих су сви румунске националности.